# Songs of Love and Hate (альбом Godflesh)
Songs of Love and Hate — четвёртый студийный альбом британской индастриал-метал группы Godflesh. Альбом был выпущен 20 августа 1996 года, лейбле Earache Records.

## Об альбоме
На этом альбоме можно отметить сильное влияние EBM ритмов, переплетённых с характерными для Godflesh тяжелыми риффами, которые в конечном итоге и создали оригинальный музыкальный стиль альбома. Это первый релиз Godflesh, который включал полные тексты песен, также в качестве студийного барабанщика в записи альбома участвовал Брайан Мантиа, который привнес в альбом более "традиционный хеви-метал" звук. Как отмечено в рецензии сайта Allmusic.com, "никогда ещё группа не звучала так тяжело, звук стал плотнее, и в нём гораздо больше человеческого, чем когда-либо прежде" 

## Список композиций
1. «Wake» — 4:19
2. «Sterile Prophet» — 4:19
3. «Circle of Shit» — 4:53
4. «Hunter» — 4:40
5. «Gift from Heaven» — 7:45
6. «Amoral» — 4:57
7. «Angel Domain» — 3:55
8. «Kingdom Come» — 5:34
9. «Time, Death and Wastefulness» — 6:13
10. «Frail» — 5:25
11. «Almost Heaven» (бонус трек на CD-релизе) — 5:41

## Участники записи
Godflesh
- Джастин Броудрик (J. K. Broadrick) — вокал, гитара, программирование, микширование, сэмплинг
- Бен Грин (G.C. Green) — бас-гитара
- Брайан Мантиа (Bryan Mantia) — ударные